# Le Passager de la pluie
Le Passager de la Pluie (Brasil: O Passageiro da Chuva ) é um filme de suspense franco-italiano de 1969, dirigido por René Clément e estrelado por Charles Bronson e Marlène Jobert. Com roteiro de Sébastien Japrisot e Lorenzo Ventavoli, o filme, assim como a trilha musical de Francis Lai alcançaram sucesso nos anos 70, tendo recebido várias premiações.

## Sinopse
Em uma cidade francesa, um misterioso passageiro desce do ônibus, segue e ataca a jovem Mélancolie Mau, que em defesa própria acaba por matá-lo. Ela decide esconder o fato, por medo de uma reação de ciúmes do marido, que está viajando. Enquanto isso, o coronel americano Harry Dobbs está investigando um possível assassinato, e mediante as evasivas de Mélancolie, persegue-a e a atormenta para que confesse o crime.
Implicada em um assassinato do qual não é inteiramente responsável e que não tem qualquer relação com seu cotidiano, Mélancolie envolve-se com Dobbs em uma atmosfera de sedução, suspense e situações subentendidas.

## Elenco
- Marlène Jobert  .... Mélancolie 'Mellie' Mau
- Charles Bronson  .... Cel. Harry Dobbs
- Annie Cordy  .... Juliette
- Jill Ireland  .... Nicole
- Ellen Bahl .... Madeleine Legauff
- Viviane Chantel
- Pierre Collet
- Steve Eckardt  .... Oficial Americano (como Steve Eckhardt)
- Jean-Daniel Ehrmann
- Jean Gaven .... Inspetor Toussaint
- Marika Green  .... Hostess at Tania's
- Corinne Marchand  .... Tania
- Marc Mazza .... O Passageiro (Mac Guffin)
- Marcel Pérès  .... Station Master
- Jean Piat .... M. Armand
- Gabriele Tinti  .... Tony Mau

## Premiações
- Venceu o Globo de Ouro de Filme de Língua Estrangeira de 1971
- Marlene Jobert venceu o Prêmio David di Donatello 1970
- Sébastien Japrisot foi indicado para o Prêmio Edgar Allan Poe 1971
- Foi indicado ao Prêmio Laurel de Filme Estrangeiro de 1971